# Oscar Mazatán
Oscar Mazatán (Ciudad de Zacatecas, Zacatecas; 23 de febrero de 2002) es un futbolista mexicano, juega como defensa y su equipo actual son los Mineros de Zacatecas de la Liga de Expansión MX.

## Trayectoria
Formación en Mineros de Zacatecas y Pachuca
Inicio en las fuerzas básicas de Mineros de Zacatecas jugando en la sub-13, en 2018 ingresa a las básicas del Pachuca jugando en sub-15, tercera división y sub-17.

### Mineros de Zacatecas
En 2020 regresa a Mineros de Zacatecas, debutó con el primer equipo el 23 de febrero de 2021 ante Tampico Madero. También ha jugado partidos con la filial Mineros de Fresnillo.